# Dødsangstens Maskespil
Dødsangstens Maskespil også kendt som Et Drama paa Havet er en dansk stum dramafilm produceret af Nordisk Films Kompagni og instrueret af Eduard Schnedler-Sørensen efter manuskript af Alfred Kjerulf.
Filmen havde dansk premiere den 3. oktober 1912 i Kosmorama i København og blev distribueret i tysktalende lande som Das Feurer überm Meer og i Sverige som Skeppsbranden. Filmen blev også distribueret i Frankrig og i Rusland. Til det russiske marked blev der som så ofte foretaget en ændring af filmens slutning, således at den russiske udgave fik en ulykkelig slutning, i dette tilfælde, at filmens hovedpersoner omkom.
Flere af filmens scener er optaget ved Vesterhavet.
Filmen blev i 1959 vist af Det Danske Filmmuseum som led i en retrospektiv udstilling af danske sensationsfilm fra begyndelsen af 1910'erne. I Filmmuseets program for filmen (der også omfattede Shanghai'et og Mellem Storbyens Artister ) blev "rabalderfilmen" og hele sensationsfilmgenren kritiseret voldsomt for sin kommercielle tilgang og sin foragtelige leflen for den korte, overfladiske tilfredsstillelse af publikum.

## Handling
Den populære artist Frank Harvey har fået et jobtilbud i Amerika. På skibsrejsen over Atlanten får Harvey øje på kaptajnens smukke datter, og de to bliver hurtigt gode venner. Der udbryder imidlertid brand i skibets lastrum, og mens mandskabet knokler for at slukke flammerne, må Harvey holde passagererne hen med sine allerbedste numre og bede for sit og de andres liv.

## Medvirkende
- Valdemar Psilander - Frank Harvey, skuespiller
- Christian Schrøder - Kaptajn Storm
- Ellen Aggerholm - Oda, Storms datter
- Otto Lagoni - Kaptajn på "Adelaide"
- Axel Boesen - Passager
- Alma Hinding - Passager
- Astrid Krygell - Passager
- Franz Skondrup - Telegrafist på "Adelaide"
- Agnes Andersen - Passager på "Adelaide"
- Valda Valkyrien - Passager
- Axel Mattsson
- Agnes Lorentzen